# Cochleaimplantat

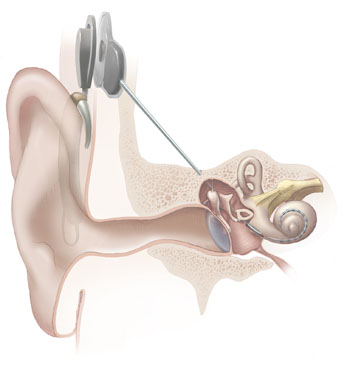
Bilden visar Cochleaimplantatets inre delar.

Ett cochleaimplantat (CI) är ett implanterbart hörhjälpmedel. Tekniken har sedan 1970-talet använts inom hörselrehabilitering på patienter vars sensoriska funktion i innerörat är gravt reducerad eller icke-fungerande, förutsatt att hörselnerven fungerar. Forskarna Djourno och Eyriés stimulerade den auditiva systemet genom att placera elektroder i hörselnerven, vilket hade en effekt på patienternas uppfatta ljudnivå, däremot är det fortfarande svårt att uppfatta skillnader i frekvens. Forskaren William House utvecklade idén till en enhet som är implanterbar som också kan stimulera hörselnerven, men detta har bara en elektrod.  Därefter utvecklar forskaren Graem Clark enheten med flera elektrodraderna, som förbättrade möjligheten att uppfatta tal och hörbarheten. På vilket sätt förmågan att kunna förstå och tolka ljud påverkas varierar mellan individer. Ett barn med medfödd dövhet anses ha bäst förutsättningar att dra nytta av ett cochleaimplantat om det opereras in tidigt.
Även vuxna personer CI-opereras med goda resultat.
Ett CI består av olika delar, bland annat en ljudprocessor och en implanterad del. Den yttre delen består av en ljudprocessor med mikrofoner som tar upp ljudet och behandlar ljudsignalen. Den inre delen av implantatet består av en intern magnet, en mottagarstimulator och elektrodraderna. Ljudprocessorn sitter bakom örat och liknar en konventionell hörapparat. Från ljudprocessorn skickas signalen via kabel till en sändare. Sändaren sitter utanpå huden några centimeter bakåt och uppåt från ytterörat och skickar signalen magnetiskt till en mottagare som sitter vid motsvarande plats under huden. Signalen skickas sedan vidare till elektrodraden som placeras i cochlean. Här producerar elektroderna elektriska impulser som stimulerar nervcellerna i hörselnerven. Frekvenser som uppfattas beror på cochleans tonotopiska indelning, där längst i cochlean (apex) är basfrekvenserna och ljusare frekvenser är i cochleans bas. Dagens CI har oftast mellan 12 och 22 elektroder. 
Ett implantat kan enligt vissa uppskattningar kosta mellan 250 000 och 300 000 kronor, inklusive operation och efterföljande rehabilitering. En svensk hälsoekonomisk analys från 2021 visade att kostnaden per vunnet kvalitetsjusterat levnadsår (QALY) för behandling med cochleaimplantat är cirka 140 474 kronor, vilket enligt socialstyrelsens riktlinjer klassas som en måttlig kostnad. Analysen baserades på data från Karolinska och Sahlgrenska universitetssjukhusen och omfattande vuxna patienter med en medelålder på 61 år.

## Kandidater för CI
Det finns både medicinska och audiologiska indikationer- och kontraindikationer att ta hänsyn till inför en eventuell implantation. I Sverige är dessa audiologiska indikationer, för vuxna patienter, bland annat ett tonmedelvärde mer än 70 dB HL på bästa örat och en taluppfattningsförmåga under 50% på bästa örat vid talaudiometri med fonemiskt balanserade enstaviga ord.

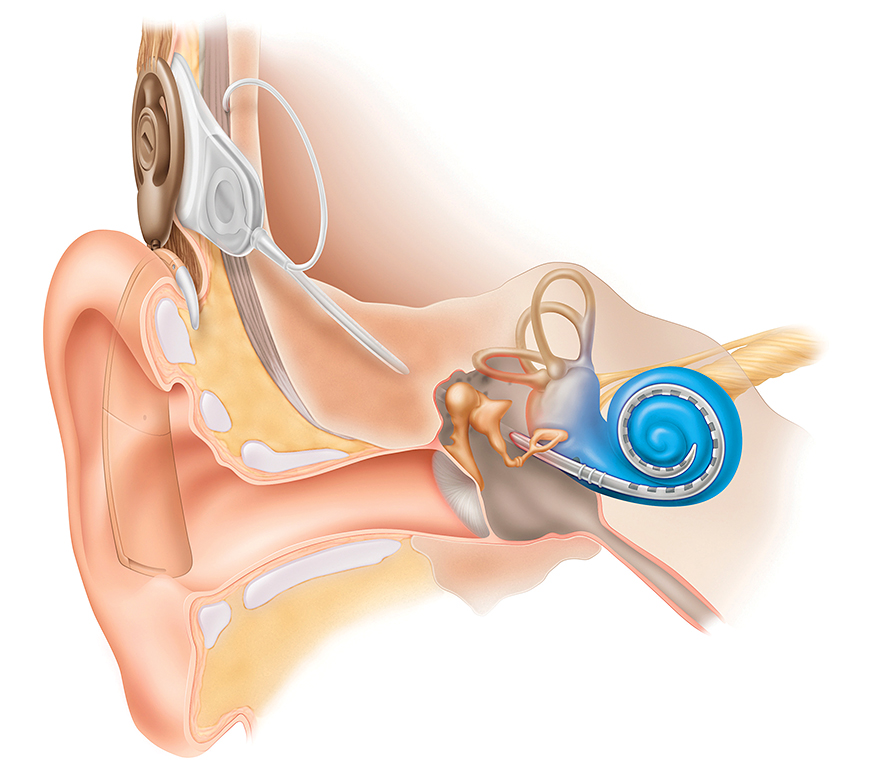
En illustration på ett Nucleus® Freedom™ cochleaimplantat och ljudprocessor.